# Lagonda

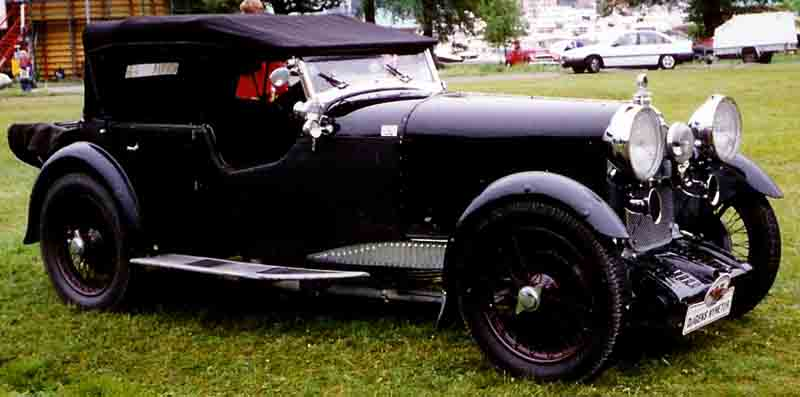
Lagonda 2-Litre Tourer 1931

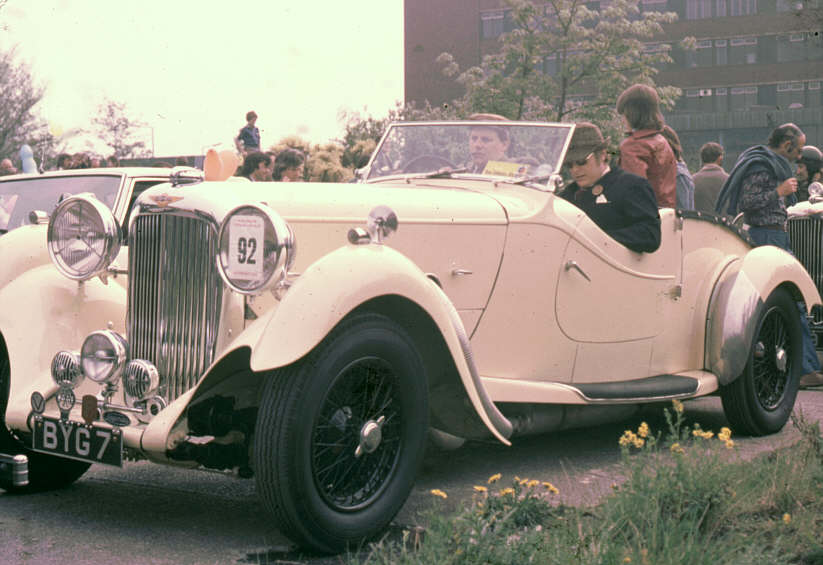
1937 Lagonda LG45R Rapide.

Lagonda är en brittisk biltillverkare och bilmärke startat år 1906. Lagonda blev känt under 1930-talet genom framgångar i Le Mans. Lagonda blev senare en del av Aston Martin, eftersom båda företagen ägdes av David Brown Ltd. från 1947 och fram till 1972. År 1989 las tillverkningen av Aston Martin Lagonda ner, och nästa Lagonda dröjde till 2014.

## Lagonda Taraf
Den 11 november 2014 premiärvisades Lagonda Taraf under en pressvisning i Dubai. Bilder på bilen hade publicerats tidigare. Taraf är comebacken för Lagonda som bilmärke. Taraf bygger på Aston Martins VH-plattform. Produktionen kommer att bli starkt begränsad. Pris och tekniska data är fortfarande okända. Tidpunkt för produktionsstarten är ännu inte angiven .